# ノースウィッチ・ヴィクトリアFC
ノースウィッチ・ヴィクトリア・フットボール・クラブ（Northwich Victoria Football Club）はイングランド、チェシャー州、ノースウィッチを本拠地とするサッカークラブチームである。2010-2011シーズンはノーザンプレミアリーグ・プレミアディヴィジョン（7部相当）に所属。
1892-93シーズンにフットボールリーグが2部制になると2部リーグに参入した。1年目のシーズンは12チーム中7位で終えたが2年目の1893-94シーズンは15チーム中最下位となり降格した。以降今日に至るまでプロリーグであるフットボールリーグへの復帰は果たせていない。

## タイトル

### 国内タイトル
- カンファレンス・ノース:1回

2006
- FAトロフィー:1回

1984
- チェシャー・カウンティリーグ:1回

1977

### 国際タイトル
- なし